# Ritorno a Tara Road (film)
Ritorno a Tara Road (Tara Road) è un film irlandese del 2005, diretto da Gillies MacKinnon.
Il film è tratto dal romanzo omonimo  di Maeve Binchy. L'autrice ha fatto una breve apparizione all'inizio del film.

## Trama
L'esistenza serena di Marilyn, una signora americana residente nel New England, viene interrotta bruscamente dalla tragica morte del figlio adolescente Dale. La donna è incapace di accettare il lutto, rifiuta la compagnia del marito, un professore universitario di letteratura inglese di nome Greg, e medita di andar via dalla propria abitazione nella quale peraltro è avvenuta la morte del figlio. Nello stesso periodo, a Dublino, in Irlanda, Ria Lynch, una giovane donna sposata con Danny, un agente immobiliare, e madre di due figli, apprende improvvisamente dal marito che costui ha una relazione con una giovane donna la quale è rimasta incinta; Danny comunica quindi a Ria che intende chiedere il divorzio e sposare l'amante.
Marilyn ha deciso di recarsi in Irlanda da sola per qualche mese e, per richiedere l'assistenza di un agente immobiliare, cerca di contattare Danny. Risponde però al telefono Ria, abbandonata ormai dal marito e desiderosa di cambiare per qualche tempo abitudini di vita, la quale propone alla sconosciuta americana di scambiare le loro abitazioni per un paio di mesi. Marilyn accetta: abiterà a Dublino nella casa dei Lynch, mentre Ria risiederà con i figli nella villetta dei Vine nel New England.
Le due donne si ambientano con facilità nei loro nuovi ambienti, aiutati dalla gentilezza dei vicini di casa. Ciascuna di esse trova nella nuova abitazione indizi sulla personalità e sulle abitudini dell'altra. Ciò permette a Ria di favorire l'armonia di Marilyn e Greg; a sua volta Marilyn si prodiga per risolvere alcuni problemi economici ed esistenziali di Ria.